# Metrosideros kermadecensis
Metrosideros kermadecensis, kermadec pōhutukawa es un árbol siempreverde de la familia Myrtaceae;  endémica de las volcánicas islas Kermadec a 900 km al noreste de Nueva Zelanda. La sp. produce un brillante despliegue de flores rojas, con una masa de estambres; y es el árbol dominante en la isla Raoul.
Alcanza 15 m o más.  El tronco llega a 1 m o más de diámetro.  Es muy similar al "pōhutukawa" (Metrosideros excelsa) de Nueva Zelanda, difiriendo en hojas más pequeñas, más ovaladas, y floreciendo a través del año.  También semeja al Metrosideros polymorpha "okina lehua" de Hawái.

## Conservación
Debido a ser endémica de un grupo pequeño de islas,  Metrosideros kermadecensis está listada como de "rango restringuido", pero no cuenta con amenazas a su existencia.

## Cultivo

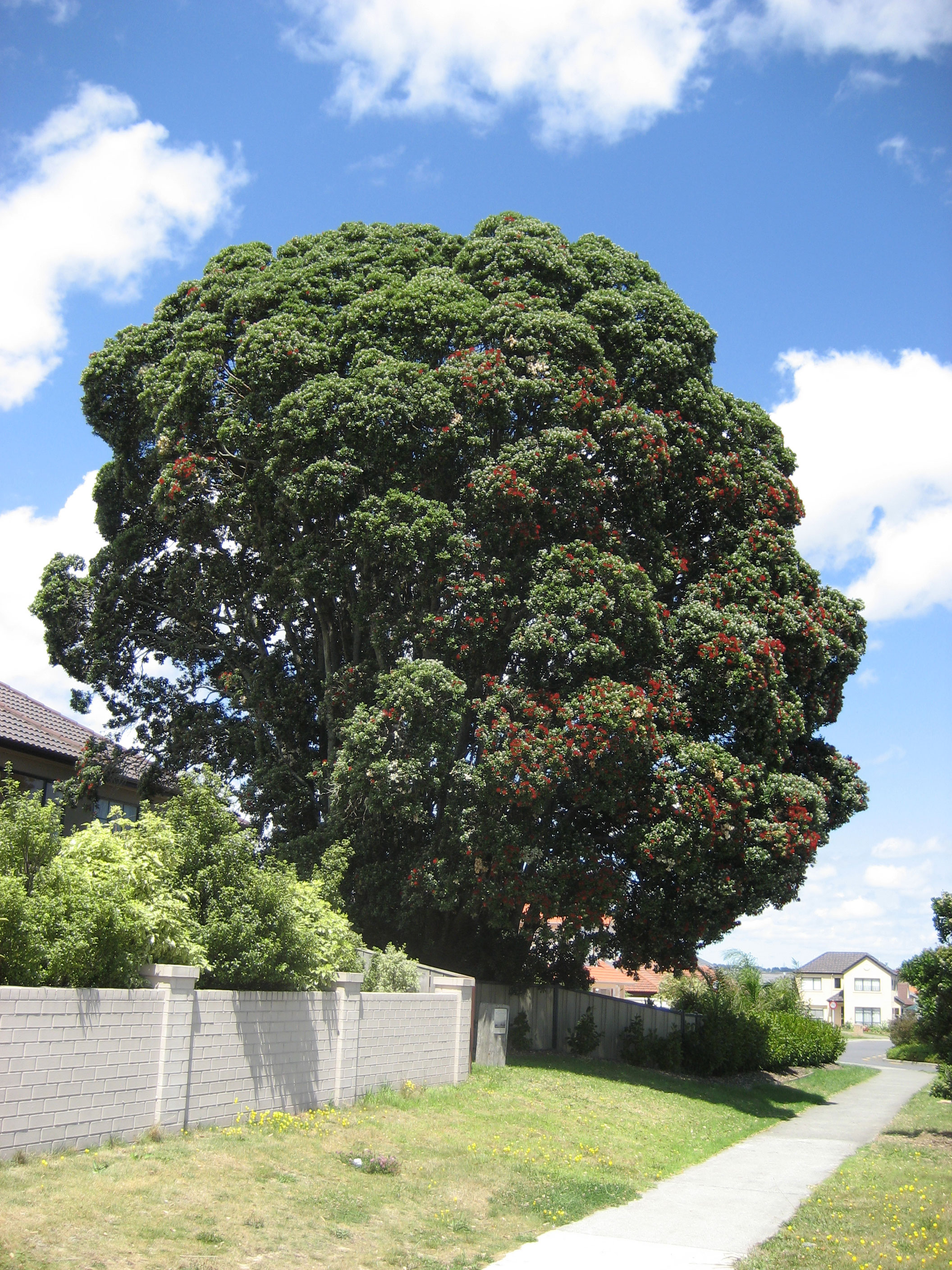
M. kermadecensis, popular en cultivo en Nueva Zelanda

Metrosideros kermadecensis es ampliamente cultivada en Nueva Zelanda, y está naturalizada en Hawái.  Suele usarse una forma variegada, muy empleada en hogares. De fácil propagación con semilla fresca. Los esquejes  crecen bien hasta enraizar sumergidos en agua. Se hibrida con  Metrosideros excelsa..